# Hongarije op de Olympische Winterspelen 2014
Hongarije nam deel aan de Olympische Winterspelen 2014 in Sotsji, Rusland.
Van de zestien deelnemers (zeven mannen en negen vrouwen) die Hongarije vertegenwoordigden bij de 22e deelname van het land aan de Winterspelen namen er zes op eerdere edities deel. Shorttrackers Rózsa Darázs en Viktor Knoch namen voor de derde opeenvolgende keer deel. De eveneens shorttrackers Bernadett Heidum en Andrea Keszler en alpineskiester Anna Berecz namen na 2010 voor de tweede keer deel. Na haar deelname in 2002 nam ook shorttrackster Szandra Lajtos voor de tweede keer deel.

## Deelnemers en resultaten
(m) = mannen, (v) = vrouwen 

### Alpineskiën
| Olympiër (deelname) | Onderdeel        | Resultaat | Prestatie                                                            |
| ------------------- | ---------------- | --------- | -------------------------------------------------------------------- |
| Norbert Farkas      | reuzenslalom (m) | 50e       | 1e run: 1.29,77 (55e) 2e run: 1.31,56 (50e) totaal: 3.01,33 (+16,04) |
| Norbert Farkas      | slalom (m)       | DNF-2     | 1e run: 55,68 (58e) 2e run: niet gefinisht                           |
|                     |                  |           |                                                                      |
| Anna Berecz (2)     | combinatie (v)   | 21e       | afdaling: 1.50,28 (33e) slalom: 58,41 (21e) totaal: 2.48,69 (+14.07) |
| Anna Berecz (2)     | afdaling (v)     | 35e       | 1.50,97 (+9,40)                                                      |
| Anna Berecz (2)     | reuzenslalom (v) | 48e       | 1e run: 1.26,96 (53e) 2e run: 1.27,09 (48e) totaal: 2.04,92 (+17,18) |
| Anna Berecz (2)     | slalom (v)       | 35e       | 1e run: 1.03,28 (44e) 2e run: 1.01,64 (38e) totaal: 2.04,92 (+20,38) |
| Anna Berecz (2)     | super g (v)      | 28e       | 1.33,07 (+7,55)                                                      |
| Edit Miklós         | combinatie (v)   | 16e       | afdaling: 1.44,32 (13e) slalom: 57,29 (19e) totaal: 2.41,61 (+6,99)  |
| Edit Miklós         | afdaling (v)     | 7e        | 1.42,28 (+0,71)                                                      |
| Edit Miklós         | reuzenslalom (v) | 33e       | 1e run: 1.23,89 (36e) 2e run: 1.21,92 (32e) totaal: 2.45,81 (+9,72)  |
| Edit Miklós         | super g (v)      | 15e       | 1.27,87 (+2,35)                                                      |

### Biatlon
| Olympiër      | Onderdeel       | Resultaat | Prestatie                      |
| ------------- | --------------- | --------- | ------------------------------ |
| Károly Gombos | individueel (m) | 88e       | 1:05.16,7 (+15.45,0) [0+4+1+3] |
| Károly Gombos | sprint (m)      | 79e       | 28.04,3 (+3.30,8) [0+1]        |
|               |                 |           |                                |
| Emőke Szőcs   | individueel (v) | 70e       | 54.12,3 (+10.52,7) [1+1+1+3]   |
| Emőke Szőcs   | sprint (v)      | 70e       | 24.15,4 (+3.08,6) [0+2]        |

### Langlaufen
| Olympiër    | Onderdeel          | Resultaat | Prestatie                      |
| ----------- | ------------------ | --------- | ------------------------------ |
| Milan Szabó | sprint (m)         | 73e       | kwalificatie: 3.59,68 (+31,33) |
| Milan Szabó | 15 km klassiek (m) | 78e       | 47.01,3 (+8.31,6)              |
|             |                    |           |                                |
| Ágnes Simon | sprint (v)         | 66e       | kwalificatie: 3.04,72 (+32,65) |
| Ágnes Simon | 10 km klassiek (v) | 69e       | 38.36,7 (+10.18,9)             |

### Schaatsen
| Olympiër    | Onderdeel  | Resultaat | Prestatie       |
| ----------- | ---------- | --------- | --------------- |
| Konrád Nagy | 1500 m (m) | 26e       | 1.48,12 (+3,13) |

### Shorttrack
Mannen
| Olympiër (deelname) | Onderdeel | Resultaat | Prestatie                                              |
| ------------------- | --------- | --------- | ------------------------------------------------------ |
| Bence Béres         | 1000 m    | 26e       | heat 2: 1:27,735 (4e)                                  |
| Bence Béres         | 1500 m    | 33e       | heat 4: 2:20,327 (6e)                                  |
| Viktor Knoch (3)    | 500 m     | 12e       | heat 6: 42,261 (2e) kwartfinale 1: 42,043 (3e)         |
| Viktor Knoch (3)    | 1000 m    | 18e       | heat 4: 1:25,426 (2e) kwartfinale 2: 1:25,673 (5e)     |
| Viktor Knoch (3)    | 1500 m    | 34e       | heat 2:2:47,714 (6e)                                   |
| Sándor Liu Shaolin  | 500 m     | >18e      | heat 2: 41,683 (3e)                                    |
| Sándor Liu Shaolin  | 1000 m    | 16e       | heat 8: 1:35,935 (3e) ADV kwartfinale 1: 1:24,966 (4e) |
| Sándor Liu Shaolin  | 1500 m    | 20e       | heat 5: 2:14,055 (4e)                                  |

Vrouwen
| Olympiër (deelname)                                                 | Onderdeel | Resultaat | Prestatie                                                                   |
| ------------------------------------------------------------------- | --------- | --------- | --------------------------------------------------------------------------- |
| Bernadett Heidum (2)                                                | 1000 m    |           | heat 6: penalty                                                             |
| Bernadett Heidum (2)                                                | 1500 m    | 9e        | heat 4: 2:21,826 (2e) halve finale 2: 2:20,196 (3e) b-finale: 2:26,004 (4e) |
| Andrea Keszler (2)                                                  | 500 m     | 28e       | heat 2: 45,215 (4e)                                                         |
| Zsófia Kónya                                                        | 1500 m    | 30e       | heat 6: 2:55,523 (5e)                                                       |
| Bernadett Heidum Andrea Keszler Rózsa Darázs (3) Szandra Lajtos (2) | Relay     | 6e        | halve finale 1: 4:15,473 (4e) B-finale: 4:24,496 (3e)                       |